# Friderik I. Danski
Friderik I., danski in norveški kralj, vojvoda v Schleswigu in Holsteinu, * 7. oktober 1471, Haderslev, † 10. april 1533, Schleswig.
Kot drugi preživeli kraljevi sin je Friderik lahko postal kralj šele potem, ko je njegov nečak, kralj Kristijan II., pri vladanju naredil toliko napak, da so ga iz kraljestva izgnali najprej Švedi in potem še Danci in Norvežani. V času, ko se je po deželi širil protestantizem, je bil toliko previden in spreten, da se je izognil verskim spopadom. Državljanska verska vojna pa je izbruhnila takoj po njegovi smrti.

## Mladost
Friderik je bil četrti sin danskega in norveškega kralja Kristijana I. in njegove žene Doroteje, hčerke brandenburškega mejnega grofa Ivana Alkimista. Bil je šestnajst let mlajši od prestolonaslednika Ivana in materin ljubljenec. Ko je bil še otrok, so mu že zagotovili mesto kanonika v Kölnu. Izobraževal se je v avguštinskem samostanu Bordesholm. A mati, kraljica Doroteja, je želela in moža prosila, naj mu zagotovi mesto vojvode v Schleswigu in Holsteinu.

## Vojvoda v Schleswigu in Holsteinu
Po smrti Kristijana I. (1481) je kraljica Doroteja pozvala deželni zbor, naj za novega deželnega kneza Schleswiga in Holsteina izvoli Friderika. Temu se je upiral njen starejši sin, kralj Ivan, ki je vztrajal pri nemški dedni pravici, ki je oba brata postavljala v enakopraven položaj. Leta 1482 so se tako ob reki Levensau, na meji med vojvodinama, deželni stanovi poklonili obema bratoma.
Friderik je večino časa preživljal na gradu Gottorf v mestu Schleswig. Med njegovo mladoletnostjo je mati Doroteja z vračanjem moževih dolgov skrbela, da so zastavljene posesti v vojvodinah spet prihajale v kraljevo last.
Po pogodbi iz Ripnja, ki jo je pred izvolitvijo za deželnega gospoda leta 1460 stanovom podpisal Kristijan I., se vojvodini Schleswig in Holstein nista smeli ločiti. Kljub temu je Doroteja leta 1490, potem ko je Friderik postal polnoleten, dosegla razdelitev vojvodinskih posesti na oba brata tako, da so bili prihodki obeh čim bolj enaki. Mesta, pokrajine in urade so v obeh vojvodinah razdelili v tri skupine: eno, imenovano Schleswig-Holstein-Gottorf, je z gradu Gottorf upravljal Friderik, drugo, imenovano Schleswig-Holstein-Segeberg, je upravljal Ivan, tretjo, v katero so bile vključene tudi domnevne pravice suverenosti nad Hamburgom in pokrajino Dithmarschen, sta upravljala skupaj. Oba brata sta nosila naziv »vojvoda schleswiški in holsteinski« ter imela skupne deželne skupščine. Davki so se lahko pobirali le skupaj. Deželna obramba je bila v pristojnosti obeh.
Friderik je svoja ozemlja relativno suvereno upravljal z gradu Gottorf. Pri tem se je opiral na schleswiške in holsteinske plemiče, med njimi sta mu bila zlasti blizu Johann in Melchior Rantzau.
Friderik je leta 1500 z bratom sodeloval v neuspelem poskusu podreditve kmečke republike Dithmarschen (na zahodni jutlandski obali severno od ustja Labe), ki jo je leta 1473 cesar Friderik III. podaril njunemu očetu Kristijanu I.. Toda voditelji kmečke republike cesarjeve fevdalne listine niso priznavali. Veliko vojsko vitezov in najemnikov, ki sta jo brata zbrala, so kmetje pri Hemmingstedtu ujeli v past tako, da so odprli zapornice vodnih kanalov in poplavili nižje ozemlje v okolici sovražne vojske, in jo, nemočno, popolnoma razbili. Veliko napadalcev je utonilo, kakih 7.000 jih je izgubilo življenje, Ivan in Friderik sta se komaj rešila.
Friderik se je v veliki meri izogibal Ivanovim sporom s Švedi, v katere je ta prihajal ob prizadevanjih, da bi postal tudi švedski kralj, in njegovim sporom s hanzeatsko zvezo, katere prevlado na Baltiku je Ivan želel omejiti.
Po Ivanovi smrti leta 1513 je boje s Švedi nadaljeval Ivanov sin in naslednik Kristijan II. Leta 1520 je postal z vojaško zmago nad Švedi tudi švedski kralj. A takoj po kronanju je dopustil obsodbo in usmrtitev svojih nasprotnikov (umrlo je 82 ljudi) in s tem vnesel med Švede i n Dance dolgotrajno sovraštvo, ki je dokončno onemogočilo kalmarsko unijo. Švedi so pod vodstvom Gustava Vase, sina usmrčenega Erika Johanssona, začeli osvobodilno vojno (1521–1523), v kateri so ob pomoči lübeške flote tudi zmagali.
Kristijan II, ki je podedoval tudi vojvodstvo v Schleswigu in Holsteinu, je skušal svojega svaka, cesarja Karla V., prepričati, naj podeli Holstein, ki je bil fevd cesarstva, samo njemu. A se je Friderik temu uprl. Kristijan, ki je bil pod pritiskom švedske osvobodilne vojne, je bil avgusta 1522 v avguštinskem samostanu v Bordesholmu prisiljen s Friderikom podpisati pogodbo, s katero se je odpovedal svojim fevdalnim pravicam v Schleswigu in Holsteinu in priznal nevtralnost vojvodin. Po tem podpisu je Friderik začel vojaške priprave za prevzem oblasti, h katerim ga je vzpodbujal njegov svetovalec in vojaški poveljnik Johan Rantzau.

## Danski in norveški kralj
Kristijan II. se je s svojimi reformami (sicer naprednimi, po vzoru Nizozemske republike) zameril tudi danskemu plemstvu In duhovščini. Januarja 1523 so plemiči v Viborgu na Jutlandiji Frideriku ponudili dansko krono. Do konca leta je vojaško obvladal vso Dansko. Kristijan II. je zbežal v nizozemsko Zelandijo, kjer je upal na pomoč nenaklonjenega mu svaka, cesarja Karla V.
Friderika so izvolili in kronali za danskega in leta 1524 tudi za norveškega kralja. Tudi kot kralj je vladal z gradu Gottorf. Ni znano, ali je sploh znal dansko. Nikdar ni prišel na Norveško. Severni del vojvodine Schleswig a središčem v Haderslebnu je prepustil v upravljanje sinu Kristijanu.
Privrženci Kristijana II., med katerimi je bil najzvestejši danski admiral Søren Norby (*okrog 1470, †1530), so se še nekaj časa upirali ter dvigali vstaje v Jutlandiji in Skaniji, dokler ni avgusta 1526 ob obali pokrajine Blekinge združena danska, lübeška in švedska moranarica Norbyja dokončno premagala.
Leta 1526 se je Friderik s hanzeatskima mestoma Hamburg in Lübeck dogovoril o skupnem nadaljevanju gradnje kanala Alster-Beste.
Ob svoji izvolitvi je Friderik katoliški cerkvi obljubil zaščito. Tega se je v glavnem držal. Toleranten pa je bil tudi do protestantskih pridigarjev, ki so prihajali na Dansko. Dopuščal je celo, da so pridigali v katoliških cerkvah. Spodbudil je prvo izdajo svetega pisma v danskem jeziku. Leta 1526 je svojo najstarejšo hčerko poročil z Albertom Pruskim, ki je v svoji vojvodini, nekdanji državi Nemškega viteškega reda, uvajal reformacijo. Ko je leta 1526 luteranskemu reformatorju Hansu Tausenu grozila aretacija in sojenje zaradi herezije, ga je Friderik imenoval za svojega osebnega kaplana in mu s tem zagotovil imuniteto. Istega leta je v Kiel povabil protestantskega pridigarja Melchiorja Hofmanna, ki se je nekoliko oddaljil od Lutrovega nauka. 9. aprila 1529 je v frančiškanskem samostanu v Flensburgu pod pokroviteljstvom sina Kristijana sklical razpravo med Hofmanom in luteransko duhovščino; razprava je pripomogla k poznavanju in širjenju protestantske vere. Sin Kristijan, ki je bil manj previden od očeta, jo je leta 1528, čeprav je duhovščina nasprotovala, vpeljal kot uradno vero na območju vojvodine Schleswig, ki ga je upravljal.
Od leta 1527 dalje je Friderik dovoljeval zapiranje frančiškanskih samostanov v osemindvajsetih danskih mestih. Nenaklonjenost javnosti katoliški hierarhiji je izkoristil za zmanjšanje vpliva škofov in katoliškega plemstva. Danska se je že leta 1532 pridružila šmalkaldenski zvezi.
Leta 1531 je poskušal Kristijan II. iz izgnanstva zavzeti Norveško in se vrniti na oblast, kar pa mu ni uspelo. Vrniti se je moral v Kopenhagen na pogovor s stricem, ta pa ga je dal zapreti v grad Sønderborg v pokrajini Sønderjylland na jugovzhodu Jutlandije, kjer je lahko živel po plemiško.
Po Friderikovi smrti, leta 1533, pretežno katoliški danski državni svet ni hotel potrditi za novega danskega kralja njegovega sina, navdušenega protestanta Kristijana III. Nastopilo je dveletno obdobje brezvladja. Med katoličani in protestanti je izbruhnila verska vojna; po njej pa je vendarle zavladal Kristijan III.

## Družina
Friderik I. se je s papeževim dovoljenjem leta 1502 poročil z materino nečakinjo Ano (1487–1514), hčerko brandenburškega volilnega kneza Ivana Cicera (istočasno se je njegova nečakinja Elizabeta, hčerka brata Ivana, poročila z Aninim bratom Joahimom I. Nestorjem). V zakonu sta se rodila:
- Kristijan III. (1503–1559), danski in norveški kralj
- Doroteja (1504–1547) ⚭ pruski vojvoda Albert

Friderik in Ana sta leta 1509 podarila samostanski cerkvi v Bordesholmu pevske klopi, leta 1514 pa oltar Brüggemann (danes v stolnici mesta Schleswig). Friderik je dal leta 1512 grad v Kielu obnoviti z namenom, da bo Anina vdovska rezidenca, toda Ana je umrla že leta 1514, stara komaj 26 let.
Friderik se je drugič poročil leta 1518, z Zofijo (1498–1568), hčerko pomorjanskega vojvode Bogislava X. Imela sta 6 otrok:
- Ivan Starejši(1521–1580), vojvoda v Schleswig-Holstein-Hadersleben
- Elizabeta (1524–1586) ⚭ 1) Magnus vojvoda v Mecklenburg-Schwerin († 1550), 2) Ulrik III., vojvoda v Mecklenburg-Güstrow
- Adolf (1526–1586), vojvoda v Schleswig-Holstein-Gottorf
- Ana (†1535)
- Doroteja (1528–1575) ⚭ Krištof iz Mecklenburg-Schwerin
- Friderik (1532–1556), škof v Hildesheimu in Schleswigu